# شهرستان واسیلکیف
شهرستان واسیلکیف (به لاتین: Vasylkiv Raion) یک سکونتگاه مسکونی در اوکراین است که در استان کیف واقع شده‌است.